# Sho (rivier)
De Sho ([庄川, Shō-gawa) is een rivier in Japan. De rivier wordt door de Japanse wet geclassificeerd als een rivier van eerste klasse. De bron van de rivier ligt op de berg Eboshi, in de plaats Shokawa (Takayama). Verder stroomt zij door het noordelijke deel van de prefectuur (Gifu), dat bekendstaat als Shirakawa-go en het westelijke deel van de prefectuur Toyama, dat bekendstaat als Gokayama. Beide gebieden werden in 2004 omwille van de huizen in de gassho-zukuri-stijl door UNESCO opgenomen als Werelderfgoed. Ze staan ingeschreven onder de naam Historische dorpen van Shirakawa-go en Gokayama.

## Gemeenten waar de rivier passeert
- prefectuur Gifu
  - Takayama
  - Shirakawa
- Toyama
  - Nanto
  - Tonami
  - Takaoka
  - Imizu